# Portrait chinois
 (Mars 2025).
Améliorez-le ou discutez des points à vérifier. 
Un portrait chinois est un jeu littéraire de type questionnaire de Proust où il s'agit de déceler certains aspects de la personnalité d'un individu ou d'identifier ses goûts ou ses préférences personnelles.

## Description

### Jeu littéraire
Dans le domaine littéraire, un portrait chinois est un jeu permettant de déceler certains aspects de la personnalité d'un individu ou d'identifier ses goûts ou ses préférences personnelles, au travers d'un questionnaire basé sur l'identification à des personnes, des objets ou des éléments divers.
Dans son Dictionnaire des jeux, René Alleau le définit comme une variante du jeu littéraire ancien du portrait, dit aussi « jeu des énigmes ». L'adjectif « chinois » n'indiquerait pas une origine ethnique, mais l'aspect plus compliqué de ce jeu. Aussi appelé « jeu dans la voiture ».

### Technique marketing
En marketing, un portrait chinois est une technique d’étude qualitative et de créativité, qui consiste à transposer l’objet étudié dans un univers tout à fait différent. Cette méthode est aussi utilisée pour étudier les images de marques.